# Willowbrook/Rosa Parks
Willowbrook/Rosa Parks – stacja dwóch linii metra w Los Angeles: na dolnej platformie niebieskiej linii oraz na górnej platformie zielonej linii.
Imperial/Wilmington/Rosa Parks położona jest na terenie osady (unicorporated community) Willowbrok w pobliżu granicy z Los Angeles przy skrzyżowaniu Imperial Highway i Wilmington Avenue. Trzeci człon nazwy upamiętnia działaczkę na rzecz praw człowieka i desegregacji rasowej Rosę Parks.
Na stacji znajduje się parking typu Park&Ride na 975 miejsc postojowych.

## Godziny kursowania
Tramwaje niebieskiej i zielonej linii kursują codziennie w godzinach od 5.00 do 0.45

## Połączenia autobusowe
- Metro Local: 55, 120, 202, 205, 305, 355, 612
- Gardena Transit: 5
- LADOT DASH: Watts
- Los Angeles County Department of Public Works

## Miejsca użyteczności publicznej
- King-Drew Medical Center
- King-Drew Medical Magnet High School
- Kenneth Hahn Plaza
- Verbum Dei High School

## Galeria

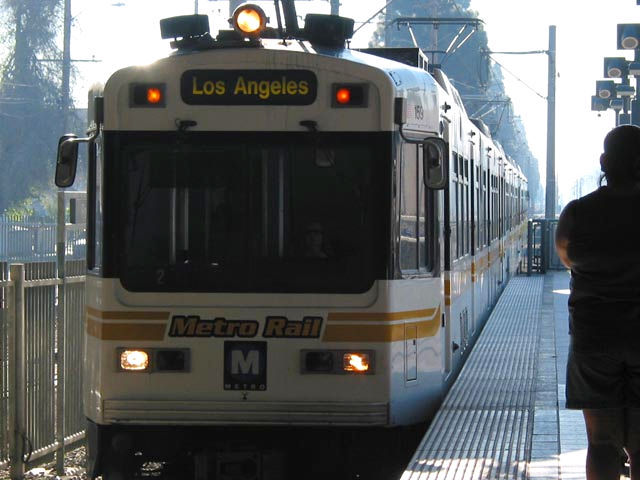
Tramwaj niebieskiej linii jadący w kierunku śródmieścia LA przyjeżdża na stację Willowbrook/Rosa Parks.